# 千歳市立北陽小学校
千歳市立北陽小学校（ちとせしりつほくようしょうがっこう）は、北海道千歳市北陽に所在する公立小学校。

## 沿革
1993年に市議会で新設校「北陽小学校」の設置が決定された。1994年に信濃小学校から分離し「千歳市立北陽小学校」児童405名（13学級）が開校、同時に千歳小学校の肢体不自由児学級を北陽小学校に移設した。翌年には体育館が完成し、第2回入学式は完成した体育館で行われた。1999年に児童509名（18学級）に増え、校舎が対応できなくなってきたため校舎東側を第1期校舎増築工事（普通教室6、図工室、図書室、機械室、教材室2、ワークスペース2）が行われた。2005年には長都小中学校が閉校し、長都小学校が北陽小学校に統合された。同年7月に教室改修工事、2006年7月も普通教室に転用する改修工事が行われた。2008年に児童735名（23学級）と更に増え、校舎北側に第2期校舎増築工事が行われた。
2011年、開校以来初めて児童数が1,000人を超え、2012年に児童1,116名（34学級）に膨れ上がり、校舎南側に第3期校舎増築（2階建てのプレハブ校舎）工事が行われた。2年後の2014年、更に児童1,317名（39学級）まで膨れ上がり、再び、校舎南側に第4期校舎増築（2階建てのプレハブ校舎：普通教室4、第2理科室、図工室、多目的教室、児童玄関）工事が行われた。2017年に児童数1,397名（2017年5月1日時点）を記録し、全国一のマンモス校となった。2018年、児童数増加に伴い、千歳市長が市議会3月定例会本会議で分離新設校を建設することを明らかにした。児童数1,464名（2018年11月時点）を記録し、2年連続で児童数1位の学校となった。2019年に北陽小学校の児童数が1,500人（44学級）まで増加した。2022年にみどり台小学校と分離した。
年表
- 1993年（平成5年）- 市議会で新設校「北陽小学校」設置決定[1]、開校準備委員会発足[8]。
- 1994年（平成6年）- 校舎完成、千歳市立北陽小学校が開校、前庭のわんぱく広場完成[1]。
- 1995年（平成7年）- 校歌制定、体育館完成[1]。
- 1999年（平成11年）- 校舎増築工事完成、プール完成[1]。
- 2002年（平成14年）- 北陽学童クラブ開所[1]。
- 2005年（平成17年）- 長都小学校を統合、教室改修工事[1]。
- 2006年（平成18年）- 旧音楽室改修工事[1]。
- 2008年（平成20年）- 校舎増築工事完成[1]。
- 2012年（平成24年）- 校舎増築工事（プレハブ校舎）完成[1]。
- 2014年（平成26年）- 校舎増築工事（プレハブ校舎）完成[1]。
- 2022年（令和4年）- みどり台小学校と分離[1]、通級指導教室開設[9]。

## 教育目標
自分や友達の良さを生かし、心をより豊かにしようとする子どもの育成。
- 「情」思いやりをもち、助け合う子（やさしい子）[10]
- 「意」目標に向かって、努力する子（がんばる子）[10]
- 「知」自ら学び、深く考える子（考える子）[10]
- 「体」進んで、体をきたえる子（元気な子）[10]

## 学校行事
学校行事は以下の通り。
- 4月 - 始業式、入学式、学力検査、知能検査（2・5年）、全国学力・学習状況調査、1年生を迎える会
- 5月 - 避難訓練、交通安全教室、遠足
- 6月 - 運動会、見学学習（2年）
- 7月 - 修学旅行（6年）、地域見学（4年）、夏季休業
- 8月 - 宿泊学習（5年）
- 9月 - 見学学習（1・4年）、勇舞中学校体験入学（6年）、
- 10月 - 前期終業式、秋季休業、後期始業式、学習発表会I
- 11月 - 見学学習（3年）、学習発表会II
- 12月 - 非行防止教室（6年）、クリスマスコンサート、冬季休業
- 1月 - 非行防止教室（5年）
- 2月 - 児童会役員選挙、6年生を送る会
- 3月 - 卒業式、修了式、学年末休業

## 通学区域
通学区域は以下の通り。
- 北光
- 北陽
- 長都駅前1丁目 - 2丁目
- 勇舞

## 進学先中学校
- 千歳市立勇舞中学校

## 交通アクセス
鉄道
- JR千歳線長都駅東口より徒歩13分。

バス
- 北海道中央バス みどり台線「北陽3丁目」停留所下車、徒歩3分[13]。
- 富士交通 市民病院プール線「北陽3丁目」停留所下車、徒歩3分[13]。
- 千歳相互観光バス・道南バス 勇舞空港線「北陽3丁目」停留所下車、徒歩3分[13]。